# Eta Aquilae

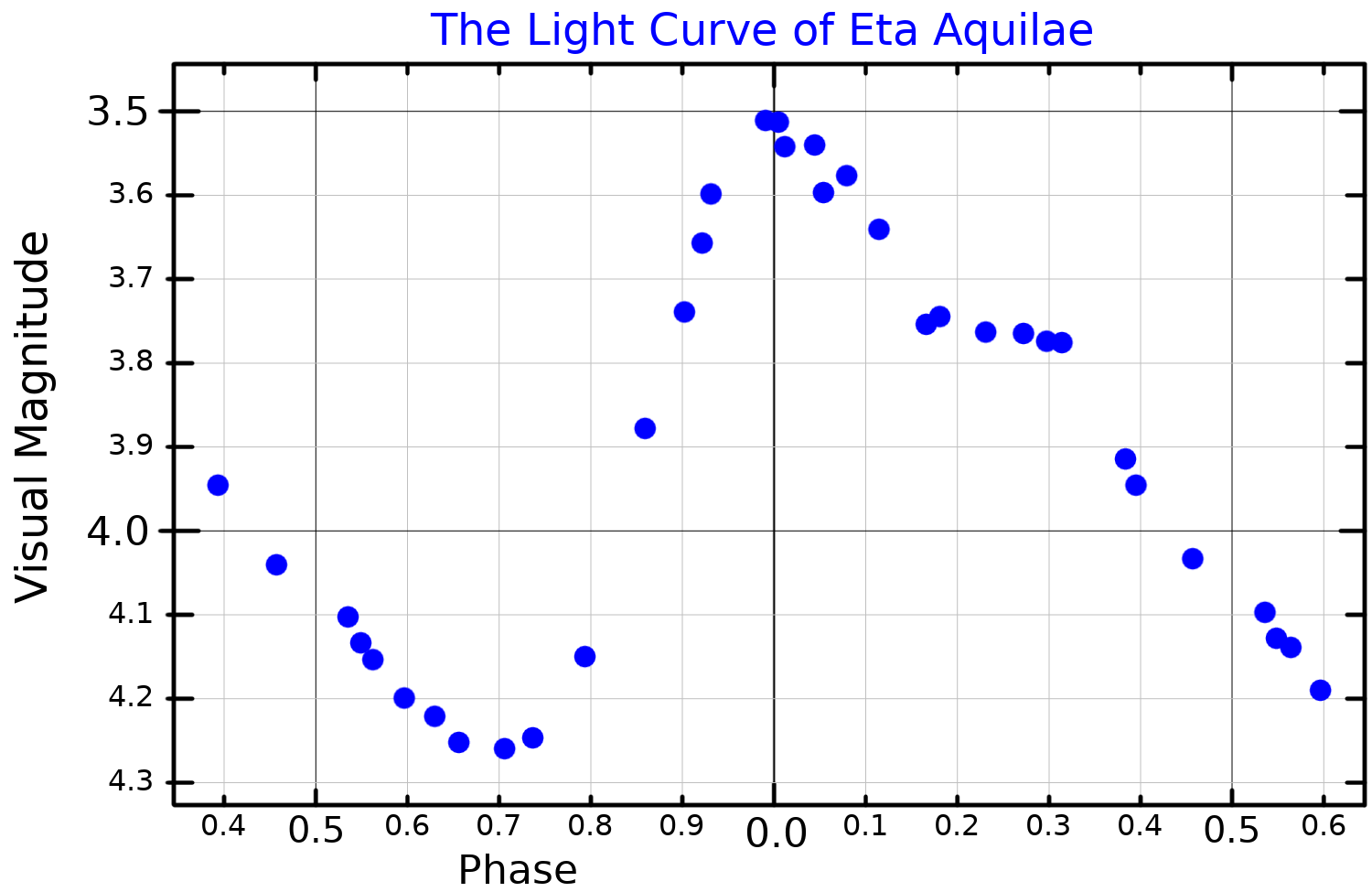
Lichtkromme van ETA Aql

Eta Aquilae is een ster in het sterrenbeeld Arend met een afstand van 888 lichtjaar. De ster is relatief jong, met een leeftijd van ongeveer 26 miljoen jaar. Desondanks heeft Eta Aquilae al zijn waterstof opgebrand en is hij geëvolueerd tot een superreus. Op 10 september 1784 ontdekte Edward Pigott dat de helderheid van Eta Aquila veranderlijk is. Het is een klassieke Cepheïde die varieert met een periode van 7,17 dagen tussen schijnbare magnitude +3,48 en +4,39.